# Koumir
Pour les articles homonymes, voir Koumir (homonymie).
Le Koumir (en russe : Кумир) est une rivière de Russie, affluent gauche du Tcharych, dont le cours s'étend sur 66 kilomètres. Elle naît dans les monts Korgon et traverse le kraï de l'Altaï et la république de l'Altaï.

## Description
La rivière descend des gorges escarpées le long des premiers quarante kilomètres, bien connus des adeptes du rafting. Des compétitions y ont lieu. Elle possède alors près de dix-sept rapides, dont le plus connu est celui dit « de la jeune fille », près du village d'Oust-Koumir. La rivière est peu profonde et descend le long de paysages rocheux et tourmentés. On y trouve du jaspe blanc et du cristal de montagne (système cristallin trigonal).

## Source
- (ru) Cet article est partiellement ou en totalité issu de l’article de Wikipédia en russe intitulé « Кумир (река) » (voir la liste des auteurs).